# Elecciones federales de México de 1967 en Baja California
Las Elecciones federales en Baja California de 1967 se llevaron a cabo el domingo 2 de julio de 1967, y en ellas fueron renovados los titulares de los siguientes cargos de elección popular del estado mexicano de Baja California:
- Diputados Federales de Baja California: 3 Electos por mayoría relativa elegidos en cada uno de los Distritos electorales, mientras otros son elegidos mediante representación proporcional.

## Organización
Las elecciones fueron realizadas por la Comisión Federal Electoral, perteneciente a la Secretaría de Gobernación. En el proceso participaron 4 partidos políticos: el Partido Revolucionario Institucional, el Partido Acción Nacional, el Partido Popular Socialista y el Partido Auténtico de la Revolución Mexicana. Estos últimos participaron en coalición con el PRI para la presidencia de México apoyando a Gustavo Díaz Ordaz.
El jueves 27 de abril de 1967 fueron publicadas las candidaturas a la elección federal en el Periódico Oficial de la Federación.

## Candidatos

#### Distrito 1
| Cámara de Diputados (México) | Cámara de Diputados (México) | Cámara de Diputados (México) | Cámara de Diputados (México)                | Resultados | Resultados |
| Candidato                    | Candidato                    | Candidato                    | Partido                                     | Votos      | Porcentaje |
| ---------------------------- | ---------------------------- | ---------------------------- | ------------------------------------------- | ---------- | ---------- |
| Rigoberto López Sedano       |                              | Rigoberto López Sedano       | Partido Acción Nacional                     | —          | —          |
| Francisco Muñoz Franco       |                              | Francisco Muñoz Franco       | Partido Revolucionario Institucional        | —          | —          |
| Pánfilo Orozco Álvarez       |                              | Pánfilo Orozco Álvarez       | Partido Popular Socialista                  | —          | —          |
| Octavio Conde Quiroga B.     |                              | Octavio Conde Quiroga B.     | Partido Auténtico de la Revolución Mexicana | —          | —          |
| Total de votos válidos       | Total de votos válidos       | Total de votos válidos       | Total de votos válidos                      |            | —          |

#### Distrito 2
| Cámara de Diputados (México)    | Cámara de Diputados (México) | Cámara de Diputados (México)    | Cámara de Diputados (México)                | Resultados | Resultados |
| Candidato                       | Candidato                    | Candidato                       | Partido                                     | Votos      | Porcentaje |
| ------------------------------- | ---------------------------- | ------------------------------- | ------------------------------------------- | ---------- | ---------- |
| Héctor Augusto Castellano Muñoz |                              | Héctor Augusto Castellano Muñoz | Partido Acción Nacional                     | —          | —          |
| Gustavo Aubanel Vallejo         |                              | Gustavo Aubanel Vallejo         | Partido Revolucionario Institucional        | —          | —          |
| Javier Heredia Talavera         |                              | Javier Heredia Talavera         | Partido Popular Socialista                  | —          | —          |
| Alberto Acosta García           |                              | Alberto Acosta García           | Partido Auténtico de la Revolución Mexicana | —          | —          |
| Total de votos válidos          | Total de votos válidos       | Total de votos válidos          | Total de votos válidos                      |            | —          |

#### Distrito 3
| Cámara de Diputados (México) | Cámara de Diputados (México) | Cámara de Diputados (México) | Cámara de Diputados (México)                | Resultados | Resultados |
| Candidato                    | Candidato                    | Candidato                    | Partido                                     | Votos      | Porcentaje |
| ---------------------------- | ---------------------------- | ---------------------------- | ------------------------------------------- | ---------- | ---------- |
| José Marchena Marchena       |                              | José Marchena Marchena       | Partido Acción Nacional                     | —          | —          |
| Celestino Salcedo Monteón    |                              | Celestino Salcedo Monteón    | Partido Revolucionario Institucional        | —          | —          |
| David Anguiano Heredia       |                              | David Anguiano Heredia       | Partido Popular Socialista                  | —          | —          |
| Edmundo Bustos Pérez         |                              | Edmundo Bustos Pérez         | Partido Auténtico de la Revolución Mexicana | —          | —          |
| Total de votos válidos       | Total de votos válidos       | Total de votos válidos       | Total de votos válidos                      |            | —          |